# أوبمنستر (دائرة انتخابية في المملكة المتحدة)
أوبمنستر (بالإنجليزية: Upminster)‏ هي إحدى الدوائر الانتخابية في المملكة المتحدة الممثلة في مجلس العموم في برلمان المملكة المتحدة.
عضو البرلمان الذي يمثلها حالياً هو :Angela Watkinson (Con).